# ラスベガス・タイフーン
「ラスベガス・タイフーン」（英語: LAS VEGAS TYPHOON）は、日本のロックバンドである安全地帯の楽曲。
1983年4月1日にKitty Recordsから3枚目のシングルとしてリリースされた。前作「オン・マイ・ウェイ」（1982年）よりおよそ半年ぶりにリリースされたシングルであり、作詞は松尾由紀夫、作曲は玉置浩二、編曲は安全地帯および星勝、プロデューサーは星が担当している。

## 音楽性
前作「オン・マイ・ウェイ」（1982年）と同様、表題曲は、邦題と別に「LAS VEGAS TYPHOON」という英題が付いている。同様にB面曲の「エイジ」も「AGE」という英題が付いている。
ベスト・アルバム『ALL TIME BEST』（2017年）の楽曲解説では、「安全地帯というバンドの実力がよくわかる、ロックな一曲」であると表記されており、矢萩渉によるハードなギタープレイと武沢豊によるバッキングのギタープレイが全体を構成し、六土開正による太いベースプレイと正確なリズムを刻む田中裕二のドラミングが安定感があると触れた上で、「素晴らしいバンドアンサンブルで、玉置の歌をより情熱的に伝えている」と表記されている。しかし本作リリース時に安全地帯はまだ売れておらず、本作を含めた1枚目のアルバム『安全地帯I Remember to Remember』（1983年）の完成度の高さは後に評価されることになったと表記されている。

## リリース、アートワーク
本作は1983年4月1日にKitty Recordsより7インチレコードとしてリリースされた。シングル盤のジャケットはアルバム『安全地帯I Remember to Remember』と同じアートワークが使用されている。
1988年12月10日には8センチCDとして再リリースされた。

## シングル収録曲
| 全作詞: 松尾由紀夫、全作曲: 玉置浩二、全編曲: 星勝、安全地帯。 |                                               |            |            |      |
| #                                                              | タイトル                                      | 作詞       | 作曲・編曲 | 時間 |
| 1.                                                             | 「ラスベガス・タイフーン」(LAS VEGAS TYPHOON) | 松尾由紀夫 | 玉置浩二   | 3:51 |
| 2.                                                             | 「エイジ」(AGE)                               | 松尾由紀夫 | 玉置浩二   | 4:16 |
| 合計時間:                                                      | 合計時間:                                     | 8:07       |            |      |

## リリース履歴
| No. | 日付           | レーベル      | 規格      | 規格品番   | 最高順位 | 備考 |
| --- | -------------- | ------------- | --------- | ---------- | -------- | ---- |
| 1   | 1983年4月1日   | Kitty Records | 7インチ   | 7DS 0037   | -        |      |
| 2   | 1988年12月10日 | Kitty Records | 8センチCD | H10K-30032 | -        |      |

## 収録アルバム
「ラスベガス・タイフーン」
- 『安全地帯I Remember to Remember』（1983年）
- 『ENDLESS』（1985年） - ライブ・バージョンを収録。
- 『安全地帯 COMPLETE BEST』（2005年）
- 『ALL TIME BEST』（2017年）
- 『THE BEST ALBUM 40th ANNIVERSARY 〜あの頃へ〜』（2022年）

「エイジ」
- 『安全地帯I Remember to Remember』（1983年）
- 『ENDLESS』（1985年） - ライブ・バージョンを収録。